# بيبي جابياني
بيبي جابياني (بالإيطالية: Beppe Gabbiani)‏ مواليد 2 يناير 1957 في بياتشنزا، هو سائق فورملا 1 إيطالي بدأ مسيرته الاحترافية سنة 1978. كان أول سباق له هو جائزة إيطاليا الكبرى 1978. خاض خلال مسيرته 17 سباقاً.

## سباقات شارك فيها
- لو مان 24 ساعة
- بطولة العالم للسيارات الرياضية